# Swansea City A.F.C.
Swansea City Association Football Club (thành lập năm 1912) là một câu lạc bộ bóng đá chuyên nghiệp có trụ sở tại Swansea, xứ Wales. Swansea City hiện đang thi đấu ở giải EFL Championship. Sân vận động của họ có tên là Sân vận động Swansea.com (Swansea.com Stadium).
Đây là một trong những câu lạc bộ thành công nhất trong bóng đá của xứ Wales, đã giành được 10 chiếc Cup và dẫn đầu Football League First Division của Anh trong tháng 12 năm 1981, trước khi kết thúc mùa giải ở vị trí thứ 6. Swansea là một trong hai câu lạc bộ xứ Wales đã thi đấu cho bóng đá Anh.

## Danh hiệu
| Giải đấu                                | Thành tích                                        | Năm |
| League Cup                              | Vô địch                                           | 2012–13 |
| Football League Championship (2nd tier) | Thứ 3 (promoted after winning play-offs)          | 2010–11 |
| Second Division (2nd tier)              | Thứ 3(promoted)                                   | 1980–81 |
| League One (3rd tier)                   | Vô địch                                           | 2007–08 |
| Third Division (3rd tier)               | Thứ 3(promoted)                                   | 1978–79 |
| Third Division South (3rd tier)         | Vô địch                                           | 1924–25, 1948–49 |
| Third Division (4th tier)               | Vô địch Thứ 3 (promoted)                          | 1999–2000 2004–05 |
| Fourth Division (4th tier)              | Thứ 3(promoted)                                   | 1969–70, 1977–78 |
| Football League Trophy                  | Chiến thắng Southern finalist Southern semi-final | 1994, 2006 2008 1986, 1993, 1995, 2001 |
| Welsh Cup                               | Chiến thắng Á quân Semi-finalist                  | 1913, 1932, 1950, 1961, 1966, 1981, 1982, 1983, 1989, 1991 1915, 1926, 1938, 1940, 1949, 1956, 1957, 1969 1914, 1920, 1923, 1925, 1931, 1935, 1962, 1965, 1970, 1980, 1984, 1985, 1994, 1995 |
| FAW Premier Cup                         | Chiến thắng Á quân Semi-finalist                  | 2005, 2006 2001, 2002 2004 |

Những danh hiệu mà câu lạc bộ bóng đá Swansea City giành được:
- FAW Welsh Youth Cup
  - Chiến thắng 1999, 2003, 2008, 2010, 2011
  - Á quân 1990, 1991, 1994, 1996, 2004, 2009
- West Wales FA Senior Cup
  - Chiến thắng 1923, 1925, 1926, 1927, 1930, 1934, 1949, 1950, 1954, 1955, 1956, 1957, 1960, 1961, 1962, 1965, 1966, 1975, 1987, 1990, 1991, 1994, 1995, 2002, 2003
  - Á quân 1928, 1951, 1953, 1964, 1968, 1971, 1977, 1980, 1986, 1996, 1997, 1998
  - Shared 1963 (they drew with Llanelli and no replay was played)
- South Wales FA Senior Cup
  - Chiến thắng 1930, 1932, 1933, 1934
- South Wales FA Intermediate Cup (competed for by 'A' team)
  - Chiến thắng 1929
- Herefordshire FA Senior Invitation Cup
  - Á quân 2002
- Welsh Football League
  - Division One Vô địch 1913, 1925, 1926, 1934, 1935, 1936, 1951, 1962, 1963, 1964, 1965, 1976
  - Division One Á quân 1914, 1923, 1924, 1927, 1933
  - League Cup Chiến thắng 1931, 1933
  - League Cup runners-up 1926
  - League Cup semi-finals 1932
- Football Combination - Reserves
  - Wales & West Division Á quân 2010, 2011
  - Division Two Vô địch 1955, 1961, 1995
  - Division Two Á quân 1993, 1996
  - Combination Cup Chiến thắng 1947, 1950, 1995
- Macbar (Reserve) Cup
  - Chiến thắng 1987
- Southern Football League
  - (Reserves) Western Section champions 1925
- Western League
  - (Reserves) Division One Á quân 1920
- Football League Youth Alliance
  - South West & Wales Conference Á quân 2008
  - Division 3 South Chiến thắng 2003
- MacWhirter Welsh Youth League
  - Championship Chiến thắng 1995
  - League Cup Chiến thắng 1995, 1998
  - Astoria Cup Chiến thắng 1995, 2000
  - Astoria Cup semi-finalists 2003
- Welsh Football League Youth Division
  - Vô địch 1965, 1966, 1967, 1968
  - Á quân 1969
  - Cup Á quân 1967, 1968

## Nhà sản xuất và nhà tài trợ áo đấu
| Quãng thời gian | Nhà sản xuất       | Nhà tài trợ áo đấu        |
| --------------- | ------------------ | ------------------------- |
| 1975–1979       | Bukta              | none                      |
| 1979–1981       | Adidas             | none                      |
| 1981–1984       | Patrick            | none                      |
| 1984–1985       | Hummel             | Diversified Products (DP) |
| 1986–1989       | Admiral Sportswear | Diversified Products (DP) |
| 1989–1991       | Spall Sports       | Diversified Products (DP) |
| 1991–1992       | Spall Sports       | none                      |
| 1992–1993       | Matchwinner        | ACTION                    |
| 1993–1995       | Matchwinner        | Gulf Oil                  |
| 1995–1996       | Le Coq Sportif     | Gulf Oil                  |
| 1996–1997       | Le Coq Sportif     | South Wales Evening Post  |
| 1997–1999       | New Balance        | Silver Shield             |
| 1999–2000       | New Balance        | M&P Bikes                 |
| 2000–2001       | Bergoni            | Stretchout                |
| 2001–2004       | Bergoni            | The Travel House          |
| 2004–2005       | Bergoni            | RE/MAX                    |
| 2005–2007       | Macron             | The Travel House          |
| 2007–2008       | Macron             | swansea.com               |
| 2008–2009       | Umbro              | swansea.com               |
| 2009–2011       | Umbro              | 32Red                     |
| 2011–2013       | Adidas             | 32Red                     |
| 2013–           | Adidas             | GWFX                      |

## Cầu thủ

### Đội 1
Tính đến 1 tháng 2 năm 2024
Ghi chú: Quốc kỳ chỉ đội tuyển quốc gia được xác định rõ trong điều lệ tư cách FIFA. Các cầu thủ có thể giữ hơn một quốc tịch ngoài FIFA.
| Số | VT | Quốc gia | Cầu thủ                          |
| -- | -- | -------- | -------------------------------- |
| 1  | TM | Anh      | Andy Fisher                      |
| 2  | HV | Anh      | Joshua Key                       |
| 4  | TV | Scotland | Jay Fulton                       |
| 5  | HV | Wales    | Ben Cabango                      |
| 6  | HV | Anh      | Harry Darling                    |
| 7  | TV | Wales    | Joe Allen                        |
| 8  | TV | Anh      | Matt Grimes (đội trưởng)         |
| 9  | TĐ | Anh      | Jerry Yates                      |
| 10 | TĐ | Jamaica  | Jamal Lowe (mượn từ Bournemouth) |
| 11 | TV | Anh      | Josh Ginnelly                    |
| 12 | TĐ | Anh      | Jamie Paterson                   |
| 14 | HV | Anh      | Josh Tymon                       |
| 17 | TV | Ba Lan   | Przemysław Płacheta              |
| 18 | TV | Anh      | Charlie Patino (mượn từ Arsenal) |
| 19 | TĐ | Ukraina  | Mykola Kukharevych               |

| Số | VT | Quốc gia | Cầu thủ                                         |
| -- | -- | -------- | ----------------------------------------------- |
| 20 | TĐ | Wales    | Liam Cullen                                     |
| 22 | TM | Anh      | Carl Rushworth (mượn từ Brighton & Hove Albion) |
| 23 | HV | Anh      | Nathan Wood                                     |
| 24 | TĐ | Anh      | Charles Sagoe Jr. (mượn từ Arsenal)             |
| 26 | HV | Anh      | Kyle Naughton                                   |
| 28 | TV | Anh      | Liam Walsh                                      |
| 29 | TM | Anh      | Nathan Broome                                   |
| 30 | HV | Scotland | Harrison Ashby (mượn từ Newcastle United)       |
| 31 | TV | Wales    | Oli Cooper                                      |
| 33 | HV | Anh      | Bashir Humphreys (mượn từ Chelsea)              |
| 35 | TĐ | Brasil   | Ronald                                          |
| 37 | TV | Ecuador  | Aimar Govea                                     |
| 45 | TV | Wales    | Cameron Congreve                                |
| 47 | TV | Scotland | Azeem Abdulai                                   |

### Cho mượn
Ghi chú: Quốc kỳ chỉ đội tuyển quốc gia được xác định rõ trong điều lệ tư cách FIFA. Các cầu thủ có thể giữ hơn một quốc tịch ngoài FIFA.
| Số | VT | Quốc gia         | Cầu thủ                                                        |
| -- | -- | ---------------- | -------------------------------------------------------------- |
| —  | HV | Anh              | Nathanael Ogbeta (at Peterborough United until 30 June 2023)   |
| —  | TV | Wales            | Daniel Williams (on loan at The New Saints until 30 June 2023) |
| —  | TĐ | Cộng hòa Ireland | Michael Obafemi (on loan at Burnley until 30 June 2023)        |
| —  | HV | Anh              | Wasiri Williams (at Dundalk until 30 June 2023)                |

| Số | VT | Quốc gia | Cầu thủ                                                            |
| -- | -- | -------- | ------------------------------------------------------------------ |
| —  | TĐ | Scotland | Kyle Joseph (on loan at Oxford United until 30 June 2023)          |
| —  | HV | Wales    | Brandon Cooper (on loan at Forest Green Rovers until 30 June 2023) |
| —  | TĐ | Anh      | Tarrelle Whittaker (on loan at Wealdstone until 30 June 2023)      |

### Số áo được vinh danh
40 –  Besian Idrizaj, tiền đạo (2009–10) 